# Ophiarthrum pictum
Ophiarthrum pictum is een slangster uit de familie Ophiocomidae.
De wetenschappelijke naam van de soort werd in 1842 gepubliceerd door Johannes Peter Müller & Franz Hermann Troschel.